# Heimatmuseum der Stadt Marsberg
Das Museum der Stadt Marsberg in der Ehemaligen Schule in Obermarsberg ist Teil der Museumslandschaft Hochsauerlandkreis, Träger des ehrenamtlich geführten Museums ist die Stadt Marsberg.
Das Eröffnungsjahr des Museums ist nicht genau zu bestimmen. In den 1930er Jahren begann Propst Ludwig Hagemann für ein Heimatmuseum zu sammeln, das er dann 1935 gründete. Ob diese Gründungsjahr gleichbedeutend mit dem Eröffnungsjahr ist, bleibt unklar.
Das heutige Museums- und Bibliotheksgebäude wurde 1901 erbaut, seine Fassade steht seit 1987 unter Denkmalschutz.

## Themen
Das Museum präsentiert die Erdgeschichte und Landschaftsformung des Marsberger Raumes, die Marsberger Steinzeit (Höhlenbärskelett) sowie die Marsberger Stadtgeschichte und die Geschichte Horhusens (heute Marsberg) und Obermarsbergs. Des Weiteren werden die Werke aus den Bildhauerstätten Papen und Larenz, textiles Hauswerk von der Rohfaser zum Leinenhemd, der Marsberger Barock, altes Haushaltsgerät aus dem 19. Jahrhundert (Schwerpunkt Zinnsammlung) und Objekte aus den Bereichen Brauchtum und Volksfrömmigkeit (Kreuzsammlung und Kunstgegenstände des Historismus) gezeigt.

## Digitalisierung
Im Rahmen eines Projekts zur Digitalisierung von Objekten aus Museen der Vereinigung westfälischer Museen wurden zahlreiche Exponate des Museums digitalisiert und in ein Objekt-Portal eingepflegt. Die Objekte und die dazugehörigen Informationen können auf der Präsenz des Heimatmuseums Marsbergs auf museum digital eingesehen und durchsucht werden.